# Associazione Calcio Padova 1934-1935
Questa pagina raccoglie i dati riguardanti l'Associazione Fascista Calcio Padova nelle competizioni ufficiali della stagione 1934-1935.

## Rosa
| N. |                   | Ruolo | Calciatore          |
| -- | ----------------- | ----- | ------------------- |
|    | Italia (bandiera) | P     | Gino Ambrosio       |
|    | Italia (bandiera) | P     | Giovanni Cavasin    |
|    | Italia (bandiera) | D     | Renzo Bettini       |
|    | Italia (bandiera) | D     | Giuseppe De Marchi  |
|    | Italia (bandiera) | D     | Zefferino Grassetto |
|    | Italia (bandiera) | D     | Romeo Maran         |
|    | Italia (bandiera) | D     | Cesare Poncioni     |
|    | Italia (bandiera) | D     | Egidio Zanvettor    |
|    | Italia (bandiera) | C     | Giovanni Baccaglini |
|    | Italia (bandiera) | C     | Giuseppe Baldo      |
|    | Italia (bandiera) | C     | Emilio Bergamini    |

| N. |                    | Ruolo | Calciatore         |
| -- | ------------------ | ----- | ------------------ |
|    | Brasile (bandiera) | C     | Goliardo Gelardi   |
|    | Italia (bandiera)  | C     | Mario Alfonsi      |
|    | Italia (bandiera)  | C     | Gioacchino Bettini |
|    | Italia (bandiera)  | C     | Cesare Bondesani   |
|    | Italia (bandiera)  | A     | Vittorio Benelle   |
|    | Italia (bandiera)  | A     | Walter D'Odorico   |
|    | Italia (bandiera)  | A     | Annibale Frossi    |
|    | Italia (bandiera)  | A     | Gastone Gamba      |
|    | Italia (bandiera)  | A     | Feliciano Monti    |
|    | Italia (bandiera)  | A     | Giorgio Rossi      |
|    | Italia (bandiera)  | A     | Germano Zanca      |

## Risultati

### Serie B

#### Girone di andata
| Arbitro: | Gondola (Monfalcone) |

|                    |           |                       |
| D'Odorico 65’, 87’ | Marcatori | 80’ Ugolini 84’ Braga |

| Arbitro: | Mazzarini (Roma) |

|               |           |  |
| Faggiotto 65’ | Marcatori |  |

| Arbitro: | Gianelli (Genova) |

|              |           |               |
| D'Odorico 8’ | Marcatori | 26’ Bresciani |

| Arbitro: | Saracini (Ancona) |

|                          |           |              |
| Rossi I 24’ Colaussi 59’ | Marcatori | 5’ D'Odorico |

| Arbitro: | Gianni (Pisa) |

|                                        |           |  |
| D'Odorico 14’, 46’, 52’, 57’ Rossi 48’ | Marcatori |  |

| Arbitro: | Mazzarini (Roma) |

|              |           |             |
| Camolese 68’ | Marcatori | 13’ Alfonsi |

| Arbitro: | Biancone (Roma) |

|            |           |  |
| Sudati 32’ | Marcatori |  |

| Arbitro: | Scotto (Savona) |

|                                    |           |  |
| Bettini I 38’ Rossi 59’ Frossi 66’ | Marcatori |  |

| Arbitro: | Conticini (Firenze) |

|                      |           |              |
| Rossi 22’ Frossi 49’ | Marcatori | 61’ Candiani |

| Arbitro: | Pizziolo (Firenze) |

|                                  |           |               |
| Busini I 35’ Nardi 56’ Torti 82’ | Marcatori | 15’ D'Odorico |

| Arbitro: | Galeati (Bologna) |

|  |           |               |
|  | Marcatori | 81’ Massiglia |

| Arbitro: | Brisca (Novara) |

|                         |           |  |
| Mihalic 30’ Panzeri 59’ | Marcatori |  |

| Arbitro: | Soliani (Genova) |

|                              |           |               |
| Rossi 26’ D'Odorico 46’, 62’ | Marcatori | 53’ Gagliardi |

| Arbitro: | Salvatori (Roma) |

|              |           |                   |
| Cevenini 16’ | Marcatori | 82’ (rig.) Frossi |

#### Girone di ritorno
| Arbitro: | Gamba (Napoli) |

|                             |           |               |
| Poggipollini 24’ Varoli 85’ | Marcatori | 40’ D'Odorico |

| Arbitro: | Mazza (Torre del Greco) |

|                  |           |            |
| Frossi 8’ (rig.) | Marcatori | 32’ Grolli |

| Arbitro: | Carnevali (Roma) |

|                            |           |  |
| Caviglione 74’ Moretti 83’ | Marcatori |  |

| Arbitro: | Caironi (Milano) |

|                                |           |                            |
| Frossi 26’, 29’, 88’ Baldo 46’ | Marcatori | 6’ Carnevali 89’ Corsanini |

| Arbitro: | Tiberio (Gorizia) |

|                              |           |  |
| Bergamaschi 44’ Costanzo 78’ | Marcatori |  |

| Arbitro: | Bartolini (Pisa) |

|             |           |  |
| Benelle 15’ | Marcatori |  |

| Arbitro: | Mazza (Genova) |

|                                  |           |               |
| D'Odorico 42’, 90’ De Marchi 83’ | Marcatori | 67’ Boniforti |

| Arbitro: | Bartolini (Pisa) |

|             |           |  |
| Vezzani 13’ | Marcatori |  |

| Arbitro: | Ceccherini (Como) |

|               |           |                      |
| Cominelli 12’ | Marcatori | 83’ (rig.) D'Odorico |

| Arbitro: | Moretti (Genova) |

|                              |           |  |
| D'Odorico 25’ Frossi 27’ 30’ | Marcatori |  |

| Arbitro: | Gianni (Pisa) |

|                             |           |            |
| Marchionneschi 1’, 55’, 62’ | Marcatori | 35’ Frossi |

| Arbitro: | Bertolio (Torino) |

|               |           |  |
| Bettini I 32’ | Marcatori |  |

| Arbitro: | Dattilo (Roma) |

|                               |           |                      |
| Isada 2’, 86’ Pignattelli 68’ | Marcatori | 46’, 87’, 89’ Frossi |

| Arbitro: | Bernardi (Oneglia) |

|                                                                   |           |  |
| D'Odorico 14’, 41’ Rossi 32’ Gelardi 39’ Bettini I 72’ Frossi 79’ | Marcatori |  |

## Statistiche

### Statistiche di squadra
| Competizione | Punti | In casa | In casa | In casa | In casa | In casa | In casa | In trasferta | In trasferta | In trasferta | In trasferta | In trasferta | In trasferta | Totale | Totale | Totale | Totale | Totale | Totale | DR  |
| Competizione | Punti | G       | V       | N       | P       | Gf      | Gs      | G            | V            | N            | P            | Gf           | Gs           | G      | V      | N      | P      | Gf     | Gs     | DR  |
| ------------ | ----- | ------- | ------- | ------- | ------- | ------- | ------- | ------------ | ------------ | ------------ | ------------ | ------------ | ------------ | ------ | ------ | ------ | ------ | ------ | ------ | --- |
| Serie B      | 27    | 14      | 10      | 3       | 1       | 35      | 10      | 14           | 0            | 4            | 10           | 10           | 25           | 28     | 10     | 7      | 11     | 45     | 35     | +10 |

### Statistiche dei giocatori
| Giocatore     | Serie B  | Serie B |
| Giocatore     | Presenze | Reti    |
| ------------- | -------- | ------- |
| M. Alfonsi    | 6        | 1       |
| G. Ambrosio   | 4        | -?      |
| G. Baccaglini | 1        | 0       |
| G. Baldo      | 26       | 1       |
| V. Benelle    | 15       | 1       |
| E. Bergamini  | 26       | 0       |
| G. Bettini    | 22       | 3       |
| R. Bettini    | 27       | 0       |
| C. Bondesani  | 1        | 0       |
| G. Cavasin    | 24       | -?      |
| G. De Marchi  | 15       | 1       |
| W. D'Odorico  | 28       | 18      |
| A. Frossi     | 26       | 14      |
| G. Gamba      | 2        | 0       |
| Goliardo      | 11       | 1       |
| Z. Grassetto  | 20       | 0       |
| R. Maran      | 8        | 0       |
| F. Monti      | 16       | 0       |
| C. Poncioni   | 1        | 0       |
| G. Rossi      | 26       | 5       |
| G. Zanca      | 1        | 0       |
| E. Zanvettor  | 2        | 0       |